# Cadre-71/2-Europameisterschaft 1951

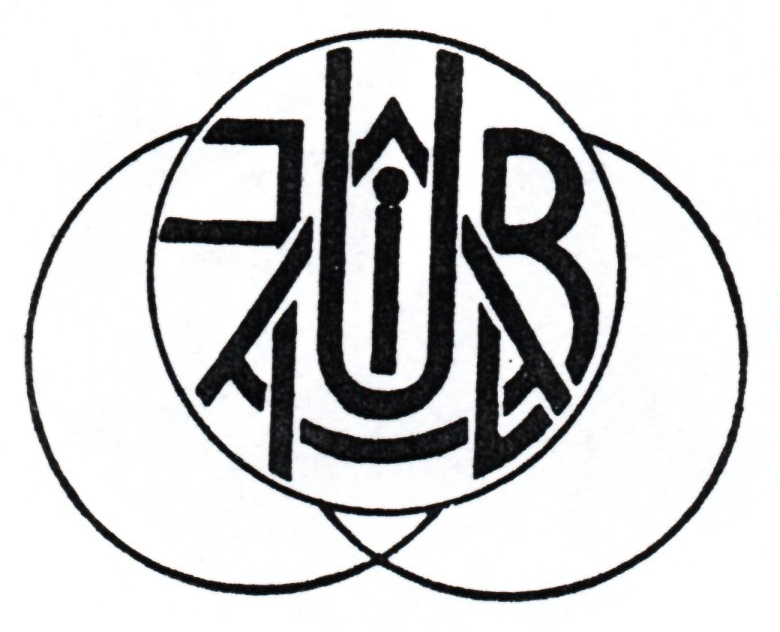
Logo UIFAB (ausrichtender Verband)

Veranstaltungsort: Huelva

Die Cadre-71/2-Europameisterschaft 1951 war das 5. Turnier in dieser Disziplin des Karambolagebillards und fand vom 12. bis zum 15. April 1951 im andalusischen Huelva statt. Es war die erste Cadre-71/2-Europameisterschaft in Spanien.

## Geschichte
Seinen bereits dritten EM-Titel im Cadre 71/2 holte sich der Niederländer Piet van de Pol in Huelva. Dabei stellte er mit 21,68 einen neuen Europarekord im Generaldurchschnitt (GD) auf. Zweiter wurde der Titelverteidiger Clément van Hassel, der seinen Landsmann René Vingerhoedt auf den dritten Platz verwies. Für Vingerhoedt war es der dritte Platz bei einer Cadre 71/2-EM in Serie.

## Turniermodus
Hier wurde im Round Robin System bis 300 Punkte gespielt. Es wurde mit Nachstoß gespielt. Damit waren Unentschieden möglich.
Bei MP-Gleichstand (außer bei Punktgleichstand beim Sieger) wird in folgender Reihenfolge gewertet:
1. MP = Matchpunkte
2. GD = Generaldurchschnitt
3. HS = Höchstserie

## Abschlusstabelle
| MP    | Match Points (Sieger = 2; Unentschieden = 1; Verlierer = 0) |
| Pkte. | Erzielte Karambolagen                                       |
| Aufn. | Benötigte Versuche                                          |
| GD    | Generaldurchschnitt                                         |
| BED   | Bester Einzeldurchschnitt eines Spielers                    |
| HS    | Höchstserie                                                 |
|       | Bester GD des Turniers                                      |
|       | Bester ED des Turniers                                      |
|       | Beste HS des Turniers                                       |
|       | 1. Platz (Gold)                                             |
|       | 2. Platz (Silber)                                           |
|       | 3. Platz (Bronze)                                           |

| Platz                      | Name                 | MP   | Pkte. | Aufn. | GD    | BED   | HS  |
| -------------------------- | -------------------- | ---- | ----- | ----- | ----- | ----- | --- |
| 1                          | Piet van de Pol      | 12:0 | 1800  | 83    | 21,68 | 33,33 | 167 |
| 2                          | Clément van Hassel   | 8:4  | 1595  | 109   | 14,63 | 33,33 | 88  |
| 3                          | René Vingerhoedt     | 6:6  | 1561  | 108   | 14,45 | 20,00 | 127 |
| 4                          | Louis Chassereau     | 6:6  | 1496  | 129   | 11,59 | 15,78 | 129 |
| 5                          | José Alvarez Ossorio | 6:6  | 1610  | 161   | 10,00 | 15,00 | 66  |
| 6                          | Joaquín Domingo      | 4:8  | 1591  | 121   | 13,14 | 25,00 | 95  |
| 7                          | Gustav Semrad        | 0:12 | 672   | 103   | 6,52  | –     | 43  |
| Turnierdurchschnitt: 12,69 |                      |      |       |       |       |       |     |